# Jan van Eyck
Jan van Eyck, (født ca. 1390 i Maaseik, død 1441 i Brugge) var flamsk maler og regnes til de "flamske primitivister".

## Introduktion
To geografiske centre dominerede 1400-tallets europæiske maleri: ungrenæssancens Italien med Masaccio og Botticelli og Flandern med Jan van Eyck. I Italien ville kunstnerne genoplive antikkens skikkelser af den menneskelige anatomi med idealiserende træk. Derfor blev centralperspektivet udviklet, og mange malere forsøgte at give en illusion af dybde i deres malerier.
I Flandern indstillede malerne sig derimod på en minutiøs detaljerealisme i fremstillingen af først og fremst sakrale motiver med symbolsk indhold. I Flandern fik staffelimaleriet sit gennembrud, og en nyrig og mægtig borgerklasse blev kunder. Malerierne, som tidligere var udført på store paneler eller som fresker, fik nu et intimere format gennem lærredmaleriet. Maleteknikken blev udviklet yderligere af Jan van Eycks forfinelse af oliemaleriet.

## Liv og værk
Jan van Eyck, broderen Hubert van Eyck (1375-1426) og til en vis grad Hugo van der Goes hører til det flamske maleris fremmeste skikkelser. Huberts rolle og medvirken i den kunstneriske produktion har været holdt i skyggen. Hans signatur findes blot på et værk, altertavlen i kirken Sint-Baafs (St. Bavo-katedralen) i Gent, "Gent-alteret". Ved forskellige analyser er det forsøgt at fastslå Huberts indsats, men hidtil forgæves.
Jan van Eyck blev født omkring 1390 i en lille by nær Maastricht og var i 1422-1424 i tjeneste hos Johan af Bayern, greve af provinsen Holland. Efter grevens død søgte van Eyck til Filip den gode af Burgunds hof i Lille og blev i løbet af kort tid hans sendebud med opgaver i Spanien (1426) og Portugal (1428). Fra 1430 var han bosat i Brugge.
De første værker som tilskrives Jan van Eyck er de miniaturer som i 1902 blev identificeret som "Heures de Turin" og "Heures de Milan". Brødrene van Eycks klare og realistiske stil blev værdsat og ofte imiteret, men viste sig at være for vanskelig for de fleste kunstnere at følge. Selv om den tradition, der påstår at den ene eller begge brødre opfandt oliemaleriet, er blevet modbevist, forandrede deres virtuose beherskelse af teknikken og de forbedringer de indførte uden tvivl hele karakteren af mediet. Jans elev Petrus Christus kan have videreført den hemmelige teknik til Antonello da Messina og hans italienske kunstnerkolleger.
Van Eyck udførte et antal store værker bestilt af donatorer, som skænkede dem til kirker. Blandt dem er Kansler Rollins madonna og Kanik van der Paeles madonna. Lignende motiver er Madonna med barn i en kirke, Bebudelsen og triptykonet Madonna med barn. Blandt portrætterne findes Timoteus, Malerens hustru Margareta, Mand med rød turban samt Kardinal Niccolò Albergati.

## Arnolfinis bryllup
Et af Jan van Eycks kendte malerier er det symbolmættede "Arnolfinis bryllup", som er et dobbeltportræt med stor psykologisk indsigt; det viser et omfattende interiør og er et af de første genremalerier. Motivet er fremstillet med stor klarhed og realisme, og på trods af de hverdagsagtige omgivelser har han skabt en mystik, der har udfordret mange fortolkere.
Den italienske købmand Giovanni Arnolfini, som boede i Brussel, holder sin unge brud Jeanne de Chenany i hånden. Den lille hund, tøflerne på gulvet, frugten på vinduesbordet, det enlige vokslys i lysekronen, båndet på sømmet, gulvplankerne og tæppet – alt er malet med den samme præcision, som i et smykke. Jan van Eyck fik sandsynligvis til opgave at male dette billede til minde om det lykkelige bryllup, og kunstneren har prentet ordene "Johannes de eyck fuit hic" ('Jan van Eyck var her') på bagvæggen. Nedenfor, i spejlet bag de trolovede, ses en tredje person, som kan være kunstneren, der bevidner hændelsen. Maleriets glatte overflade er tilvejebragt gennem lasurer. Kunstneren har lagt flere tynde lag af farvepigmenter blandet med linolie på og derefter ferniseret overfladen. Vokslyset og båndet kan vise hen til forskellige hellige aspekter.

## Værker (i udvalg)
- Gent-alteret (1432)[2]
- Kardinal Niccolò Albergati (1432)
- Mand med rød turban (1433)
- Arnolfinis bryllup (1434)
- Kansler Rollins madonna (1434-1436)
- Kaniken van der Paeles madonna (1436)